# Max Band
Max Band était un artiste peintre lié à l'École de Paris, né à Naumestis (Lituanie) le 21 août 1901 et mort à New York (États-Unis) le 8 novembre 1974. Max Band était le père du directeur et producteur de films fantastiques Albert Band, le grand-père du directeur et producteur de films d'horreur Charles Band, également du compositeur de musiques de films Richard Band, et l'arrière-grand-père du compositeur-chanteur Alex Band.

## Biographie
Max Band perd son père à l'âge de trois ans et sa mère deux ans plus tard. Après une enfance difficile, il s’installe pour trois ans en Allemagne (1920-1923) et étudie la peinture dans une académie libre.
En 1923, Max Band arrive à Paris.